# Comitatul McHenry, Illinois
Comitatul McHenry, conform originalului din limba engleză, McHenry County (cod FIPS, 17-111), este unul din cele 102 comitate ale statului american Illinois. Conform recensământului Census 2000, populația totală era de 260.077 de locuitori, iar conform unei estimări a aceluiași birou populația crescuse la 318.641 de locuitori în 2008. Sediul comitatului este localitatea Woodstock.GR6

## Geografie
Conform biroului de recensăminte al Statelor Unite ale Americii, United States Census Bureau, comitatul are o suprafață de 1.583 km², adică de 612 mile patrate,  dintre care 1.563 km² (sau 604 mile pătrate) reprezintă uscat, iar restul de 20 km² (sau 8 mi²), este apă (1,25%).

### Drumuri importante
- Interstate 90
- U.S. Highway 12
- U.S. Highway 14
- U.S. Highway 20
- Illinois Route 23
- Illinois Route 31
- Illinois Route 47
- Illinois Route 62
- Illinois Route 120
- Illinois Route 173
- Illinois Route 176

### Comitate alăturate
- Comitatul Walworth, Wisconsin - nord
- Comitatul Kenosha, Wisconsin - nord-est
- Comitatul Lake - est
- Comitatul Cook - sud-vest
- Comitatul Kane - sud
- Comitatul DeKalb - sud-vest
- Comitatul Boone - vest

## Demografie
|  | Graficele sunt indisponibile din cauza unor probleme tehnice. Mai multe informații se găsesc la Phabricator și la wiki-ul MediaWiki. |

Date: Wikidata - grafică realizată de Wikipedia